# Princeville (Hawaii)
Princeville és una concentració de població designada pel cens dels Estats Units a l'estat de Hawaii. Segons el cens del 2000 tenia 1.698 habitants.

## Demografia
Segons el cens del 2000, Princeville tenia 1.698 habitants, 752 habitatges, i 491 famílies La densitat de població era de 311,47 habitants per km².
Dels 752 habitatges en un 23,4% hi vivien nens de menys de 18 anys, en un 53,5% hi vivien parelles casades, en un 9,2% dones solteres, i en un 34,7% no eren unitats familiars. En el 26,1% dels habitatges hi vivien persones soles el 6,6% de les quals corresponia a persones de 65 anys o més que vivien soles. El nombre mitjà de persones vivint en cada habitatge era de 2,26 i el nombre mitjà de persones que vivien en cada família era de 2,70.
Per edats la població es repartia de la següent manera: un 19,3% tenia menys de 18 anys, un 3,3% entre 18 i 24, un 25,3% entre 25 i 44, un 35,7% de 45 a 64 i un 16,4% 65 anys o més.
L'edat mediana era de 45,9 anys. Per cada 100 dones hi havia 100,71 homes. Per cada 100 dones de 18 o més anys hi havia 100,29 homes.
La renda mediana per habitatge era de 63.833 $ i la renda mediana per família de 67.266 $. Els homes tenien una renda mediana de 48.229 $ mentre que les dones 29.542 $. La renda per capita de la població era de 37.971 $. Aproximadament el 7,4% de les famílies i el 8,1% de la població estaven per davall del llindar de pobresa.

## Poblacions més properes
El següent diagrama mostra les poblacions més properes.